# Tachypnoe
Tachypnoe is snelle en korte ademhaling die dient om zuurstof (O2) en kooldioxide (CO2) snel uit te wisselen, bijvoorbeeld bij lichamelijke inspanning.
Bij volwassenen geldt meer dan twintig ademhalingen per minuut als snel. Bij baby's zijn waarden tot veertig per minuut normaal; in de loop van de jaren wordt dat minder en vanaf de leeftijd van zeventien jaar houden artsen dezelfde grens aan als bij volwassenen.
Bij lichamelijke inspanning is tachypnoe normaal, maar het komt ook voor bij ademhalingsproblemen, bijvoorbeeld bij een longontsteking, bij astma of bij een longembolie.
Er zijn ook enkele andere vormen van snelle ademhaling:
- Bij hyperpnoe is de ademhaling niet kort, maar diep en snel.
- Bij hyperventilatie werkt de snelle ademhaling averechts, er wordt te veel kooldioxide uitgeademd.
- Bij hijgen wordt snel en oppervlakkig geademd, waarbij de gaswisseling niet of nauwelijks verhoogd is. Sommige dieren hijgen om af te koelen.

## Etymologie
Het woord tachypnoe is ontleend aan het Grieks: ταχύς (snel) en πνέω (ademen). Het wordt ook wel geschreven als tachypneu en onder invloed van het Engels ook als tachypnea.